# Hei (album)
Hei è il quinto album in studio del gruppo musicale jazz d'avanguardia statunitense Masada, contenente 9 delle 205 composizioni del loro primo libro di composizioni. Fu pubblicato il 21 novembre 1995 dalla DIW Records in Giappone.

## Tracce
Musiche di John Zorn.
1. Paran (86° composizione) – 5:12
2. Halisah (122° composizione) – 6:27
3. Yoreh (73° composizione) – 6:50
4. Beeroth (63° composizione) – 4:13
5. Hobah (19° composizione) – 11:38
6. Neshamah (104° composizione) – 6:06
7. Lakum (67° composizione) – 3:11
8. Makedah (2° composizione) – 8:36
9. Hafla'ah (110° composizione) – 4:55

Durata totale: 57:08

## Formazione
- John Zorn – sassofono contralto
- Dave Douglas – tromba
- Greg Cohen – contrabbasso
- Joey Baron – batteria